# Monturaqui

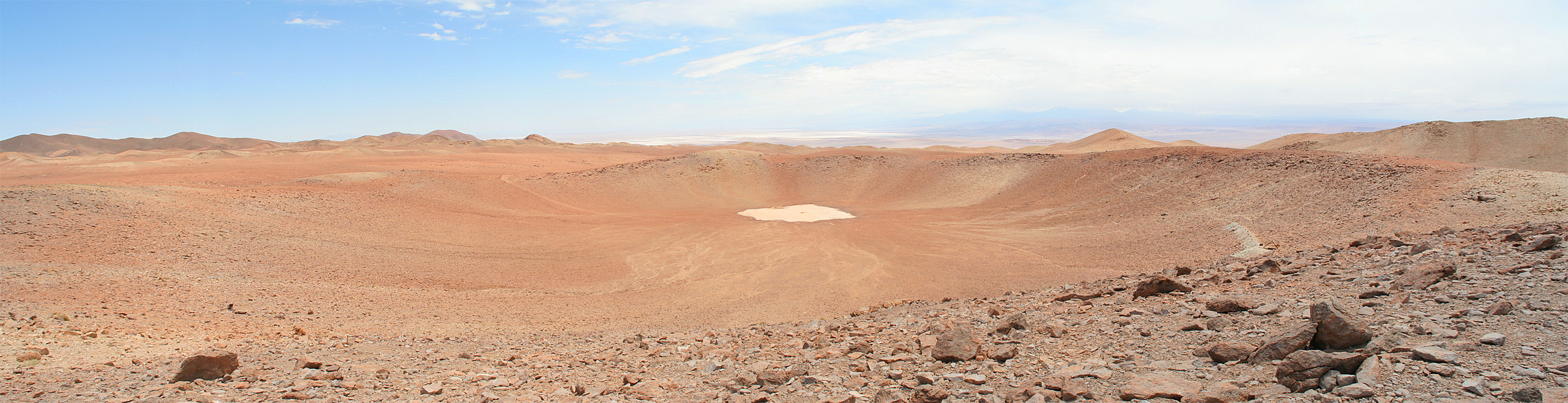
Meteorický kráter Monturaqui. Pohled severním směrem. Ve spodní části kráteru je charakteristická světlá skvrna tvořená jílovými sedimenty. Bílý pruh na horizontu je solná pláň Salar de Atacama, vzdálená 20 kilometrů

Monturaqui je impaktní kráter v poušti Atacama v Chile.
Leží v regionu Antofagasta, přibližně 110 kilometrů jižně od města San Pedro de Atacama a asi 20 km jižně od slaného jezera Salar de Atacama v nadmořské výšce téměř 3000 metrů.
Kráter byl vytvořen dopadem meteoritu před méně než jedním milionem let. Do současnosti zachovaný zbytek jeho struktury má průměr přibližně 350 až 460 metrů a je přibližně 30 metrů hluboký.